# جاده ۳ ایالات متحده آمریکا
جاده ۳ ایالات متحده آمریکا (انگلیسی: U.S. Route 3) یکی از بزرگراه‌های ایالات متحده آمریکا است که به طول ۴۴۷ کیلومتر از کمبریج، ماساچوست شروع و در مرز ایالات متحده آمریکا–کانادا در نزدیکی شارتیه‌ویل، کبک، کانادا به پایان می‌رسد.

## نگارخانه

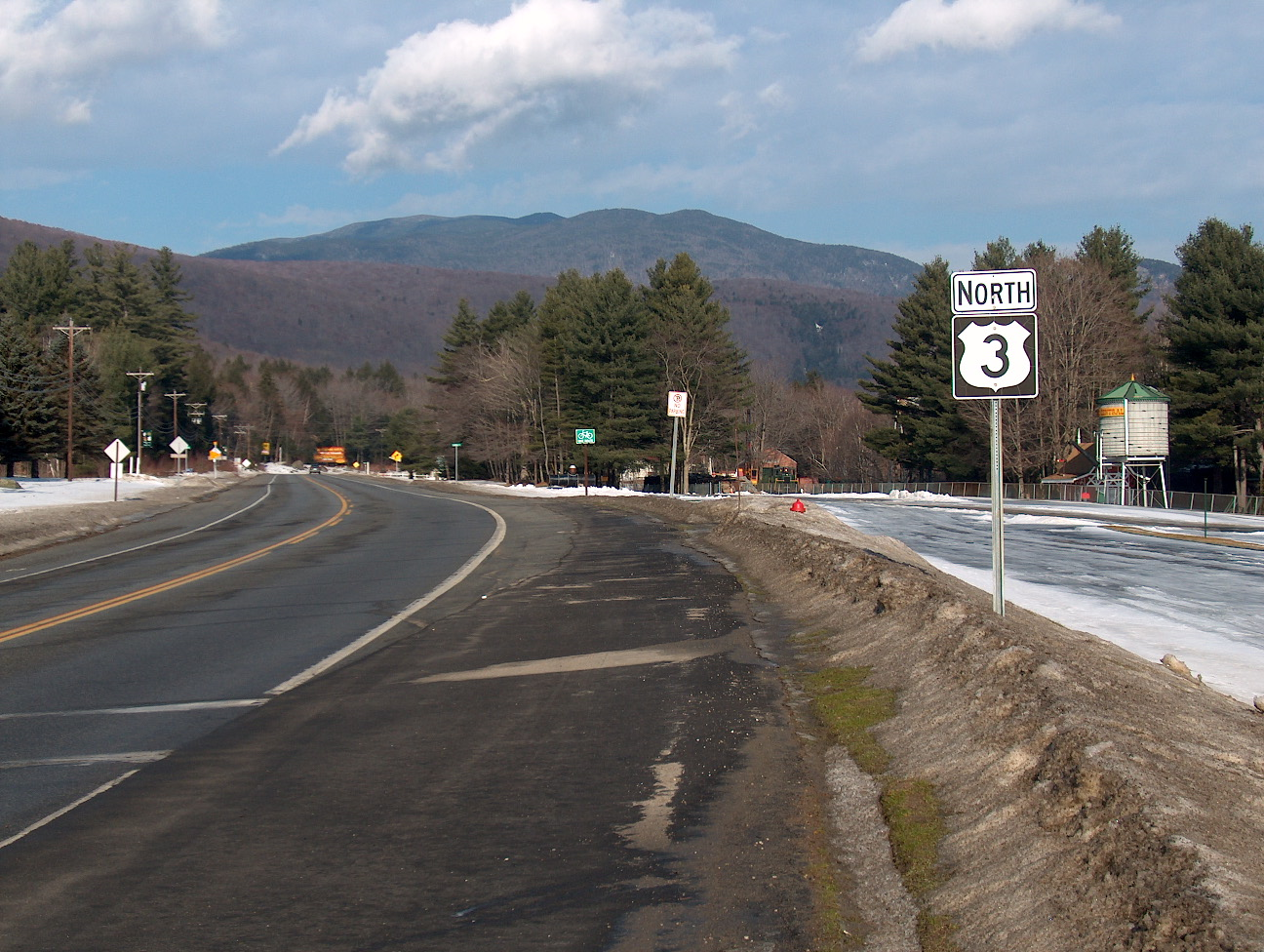
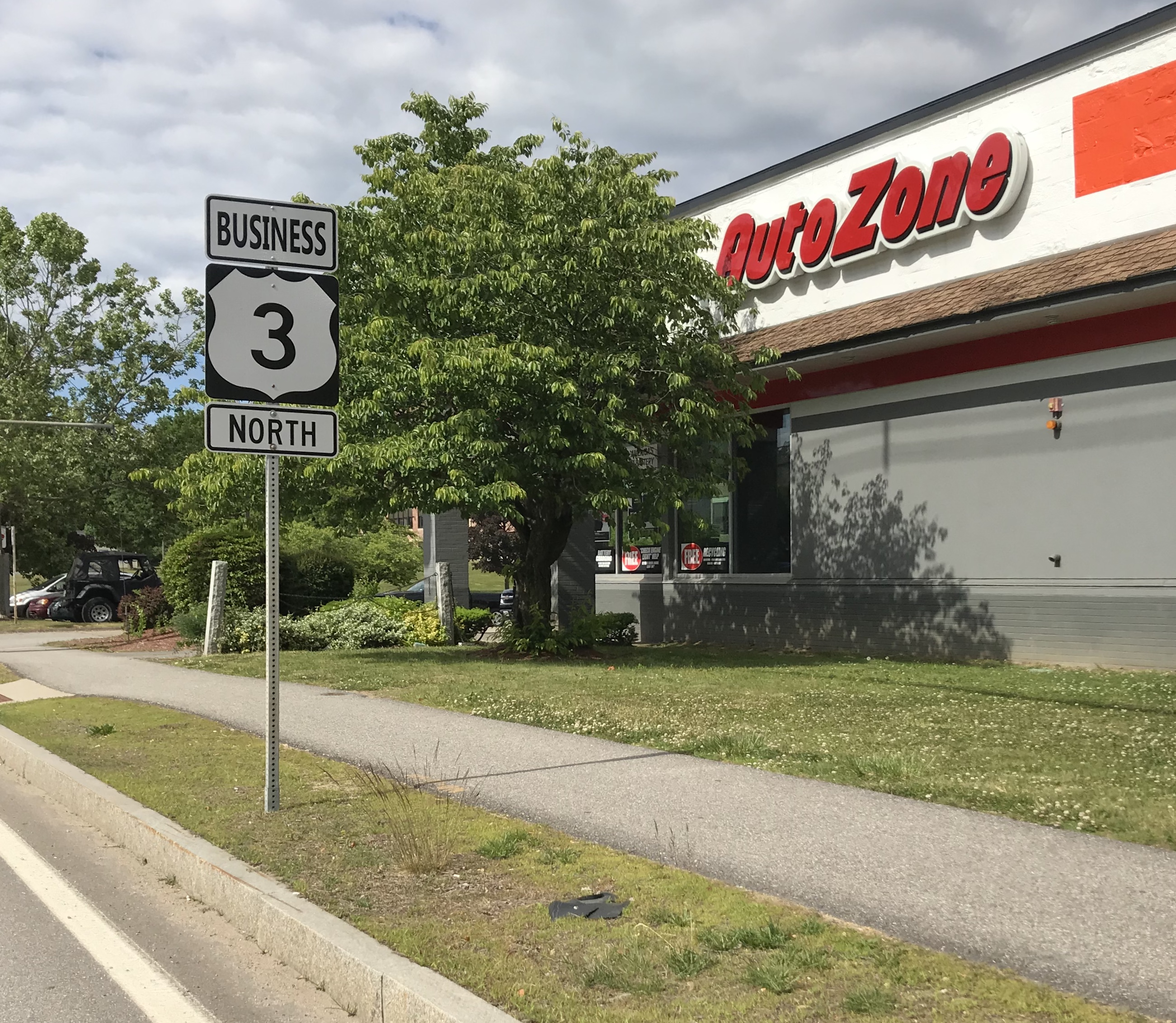
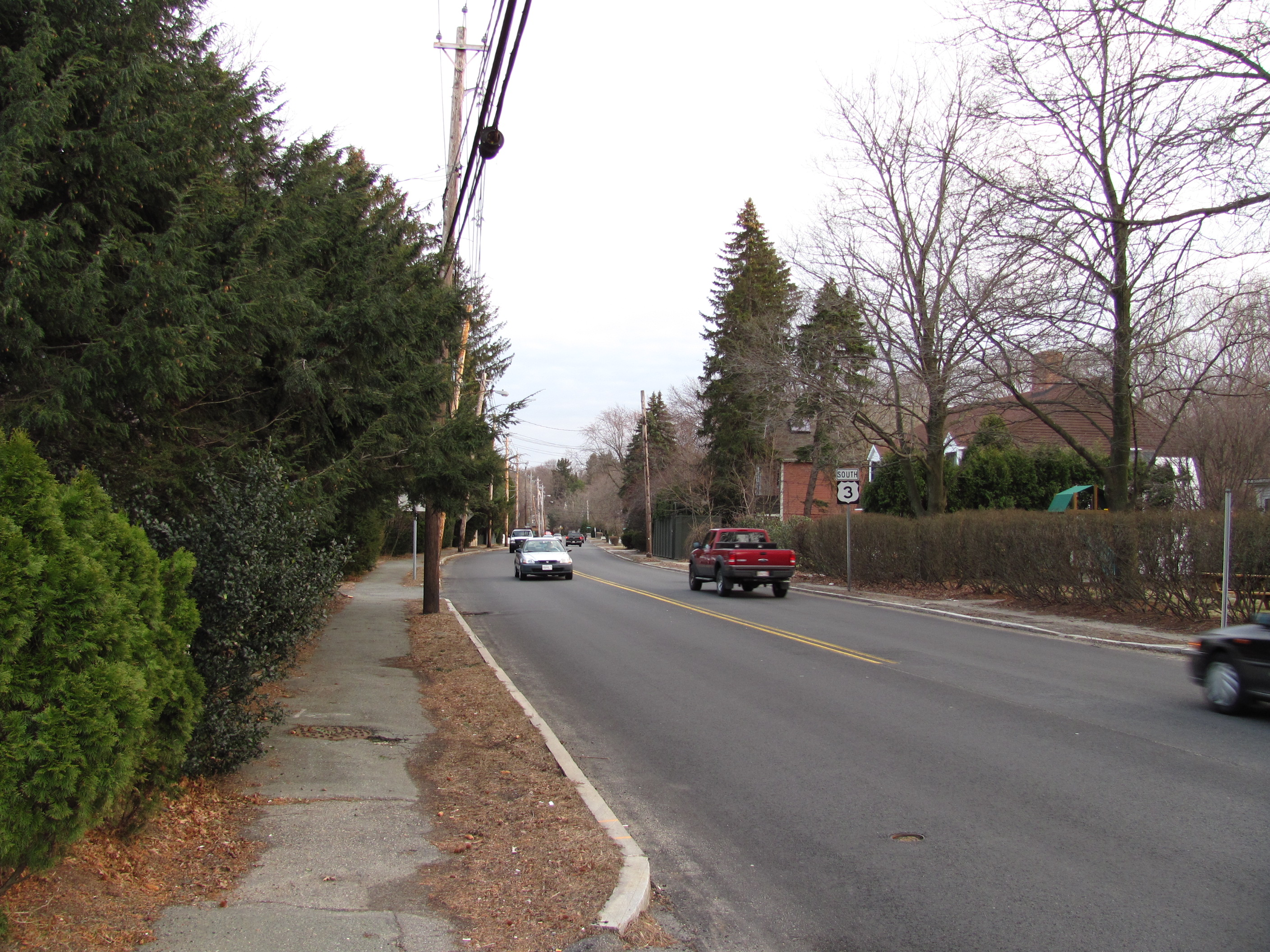